# Лерак-сюр-Тарн
Лера́к-сюр-Тарн (фр. Layrac-sur-Tarn, окс. Lairac de Tarn) — коммуна во Франции, находится в регионе Юг — Пиренеи. Департамент — Верхняя Гаронна. Входит в состав кантона Вильмюр-сюр-Тарн. Округ коммуны — Тулуза.
Код INSEE коммуны — 31288.

## География
Коммуна расположена приблизительно в 570 км к югу от Парижа, в 28 км к северу от Тулузы.
На юго-западе коммуны протекает река Тарн.

## Климат
Климат умеренно-океанический. Зима мягкая и снежная, весна характеризуется сильными дождями и грозами, лето сухое и жаркое, осень солнечная. Преобладают сильные юго-восточные и северо-западные ветры.

## Население
Население коммуны на 2010 год составляло 329 человек.
| 1962 | 1968 | 1975 | 1982 | 1990 | 1999 | 2010 |
| ---- | ---- | ---- | ---- | ---- | ---- | ---- |
| 298  | 318  | 310  | 307  | 319  | 264  | 329  |

## Администрация
| Период | Период | Фамилия          | Партия       | Примечания |
| ------ | ------ | ---------------- | ------------ | ---------- |
| 2001   | 2008   | Моиз Брус        | беспартийный |            |
| 2008   | 2014   | Жаклин Бонне     | беспартийный |            |
| 2014   | 2020   | Вильфрид Сабирон | беспартийный |            |

## Экономика
В 2010 году среди 192 человек трудоспособного возраста (15—64 лет) 147 были экономически активными, 45 — неактивными (показатель активности — 76,6 %, в 1999 году было 68,3 %). Из 147 активных жителей работали 129 человек (68 мужчин и 61 женщина), безработных было 18 (11 мужчин и 7 женщин). Среди 45 неактивных 15 человек были учениками или студентами, 24 — пенсионерами, 6 были неактивными по другим причинам.

## Достопримечательности
- Церковь Св. Власия

## Фотогалерея

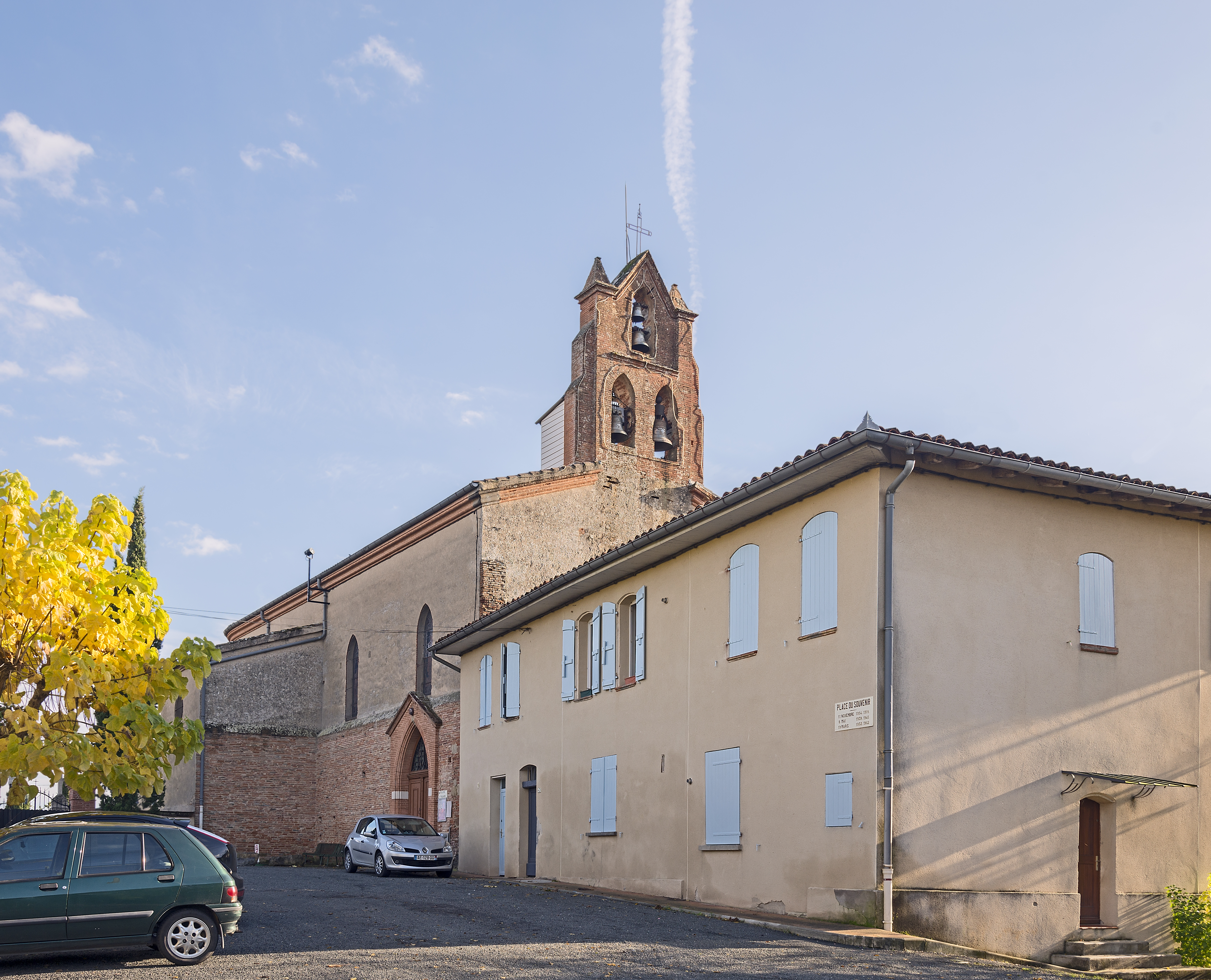
Церковь Св. Власия
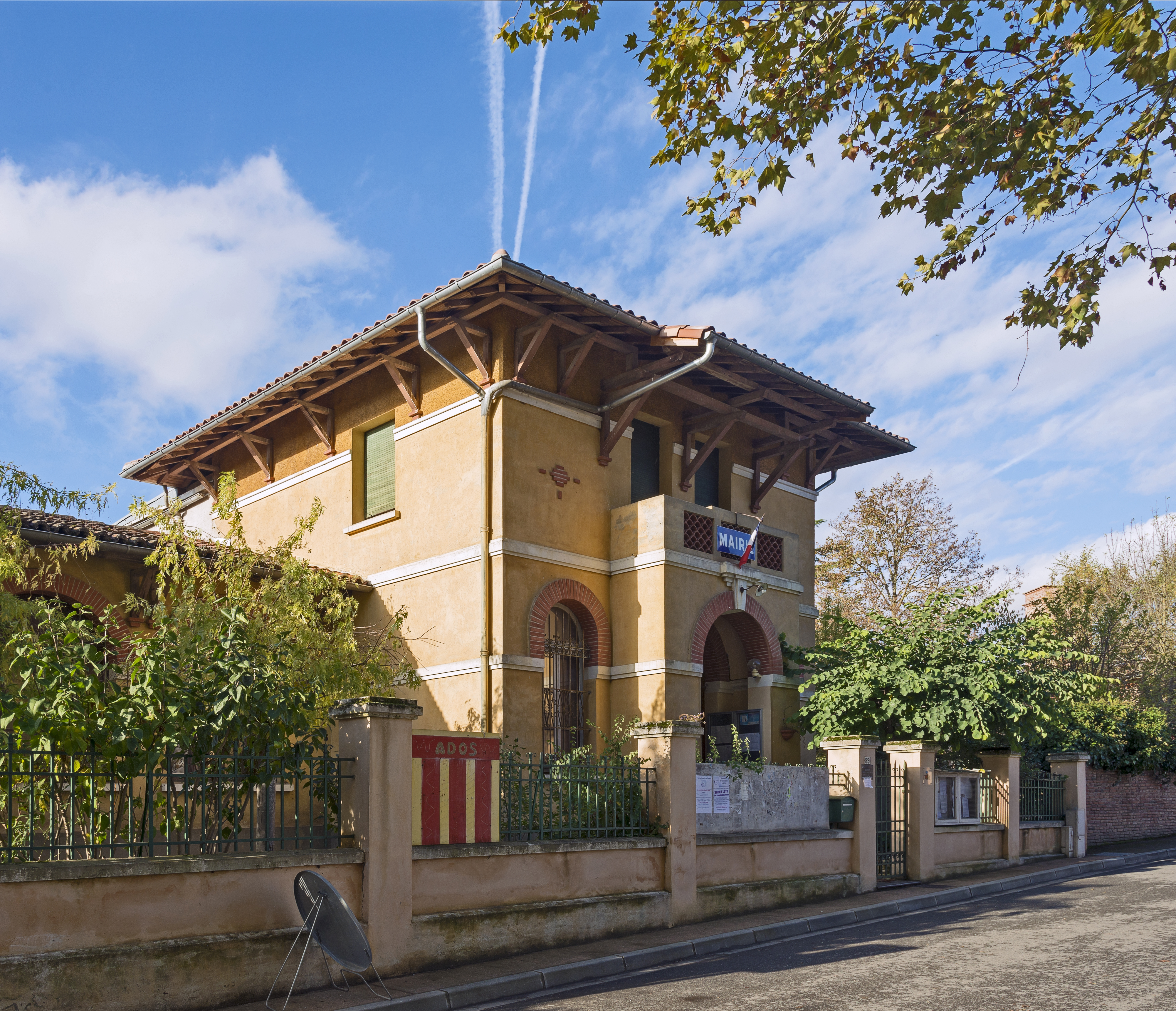
Мэрия
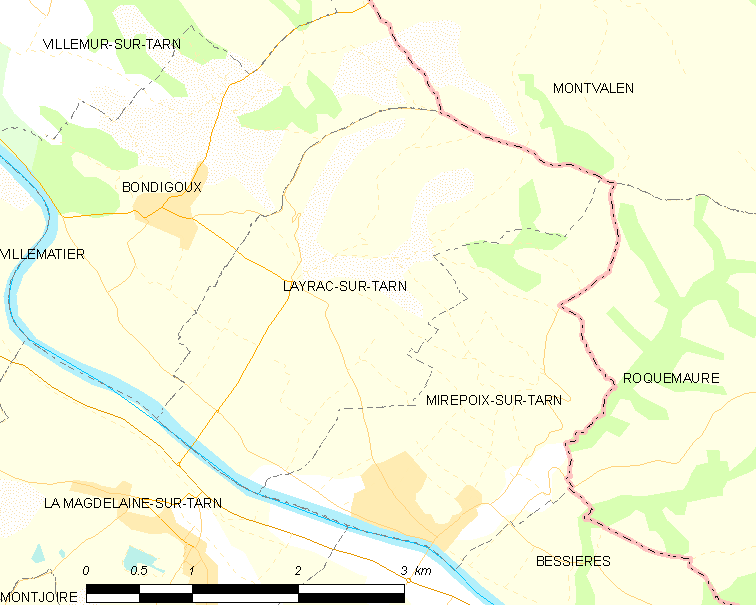
Карта коммуны